# Castell de Langeais
El castell de Langeais, situat al departament Indre-et-Loire, fou originalment una fortalesa medieval edificada a la fi del segle x per Foulques Nerra, sobre un promontori rocós que sobresurt sobre la vall del Loira.

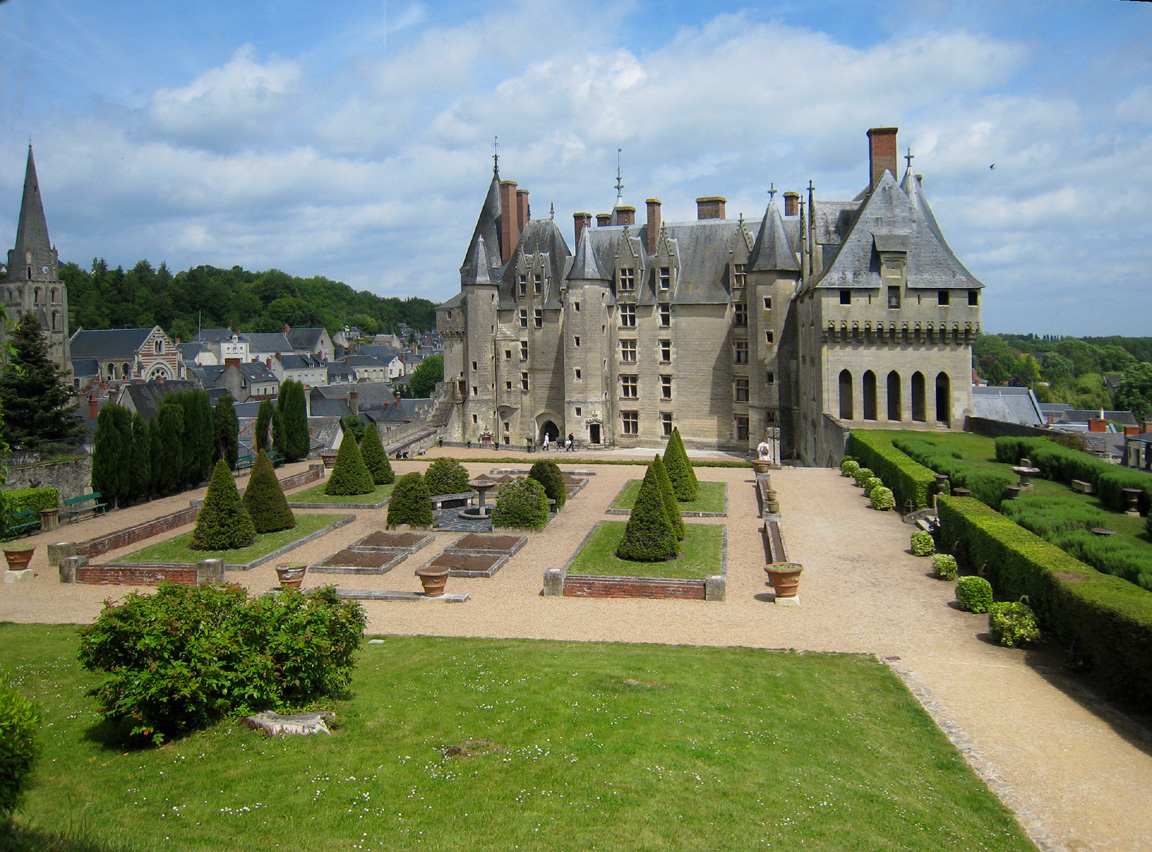
Els jardins i el castell.

## Història
Sota la dominació de la dinastia anglesa dels Plantagenet, el castell és ampliat per Ricard Cor de Lleó. Felip August el va reconquistar l'any 1206 i més tard serà destruït durant la Guerra dels Cent Anys. De l'edifici d'aquesta època subsisteix una façana de la torre principal, anomenada "donjon de Foulques Nerra".
Està actualment considerada com la més antiga de les fortaleses de pedra construïda en sòl francès.
L'any 1465 Lluís XI de França va ordenar la reconstrucció del castell, sobre els vestigis de l'edifici antic. Les obres seran efectuades sota la direcció de Jean Bourré, tresorer de França i amic del rei, la construcció es finalitzarà l'any 1469.
Molt ben conservat i poc modificat, és un bell exemple d'arquitectura de finals del període medieval, caracteritzat pel seu pont llevadís, les seves altes teulades, les seves matacanes, el seu camí de ronda i les seves xemeneies monumentals finament esculpides; Langeais és de fet un punt d'inflexió entre l'Edat Mitjana i el Renaixement, la seva façana oest, al costat del jardí, ofereix un altre aspecte, marcat per la seva decoració de tipus renaixentista.
El succés amb més nom de la vida del castell són les noces reials de Carles VIII de França amb Anna de Bretanya, celebrada el 6 de desembre de 1491 a les 7 del matí. La jove duquessa no tenia més que 14 anys i el seu matrimoni va assenyalar la fi de la independència del Ducat de Bretanya. L'escena de les noces ha estat recreada per al visitant per l'escultor Daniel Druet amb maniquís de cera, llums i so.
Fins al regnat de Lluís XIII de França, ha estat propietat de la corona de França, que el va donar a títol d'indemnització o recompensa. Ha pertangut posteriorment a diverses famílies.
| «                                                                                            | Deixat en estat d'abandonament per la Revolució fins a principis del segle xix, els edificis foren restaurats per M. Baron, advocat de París. | » |
| — Claude Frégnac, "Meravelles dels castells del Vall del Loira", Hachette, 1964, pp. 97 a 99 | |   |

| « | Casimir Boisleve, alcalde des de 1830, va somiar amb un nou ajuntament. En 1838, va exposar al consell municipal el seu projecte d'adquisició del castell, que estava en venda des de la mort de Mm. Moisant, darrera propietària. (...) Molts especuladors s'han presentat ja per adquirir-lo i enderrocar-per tal de vendre els materials. (...) Però el desemborsament és important i malgrat els esforços de M. Boisleve, el castell va trobar comprador en la persona de M. Baron a partir d'abril de 1839. La joia de Langleais estava és un estat deplorable. La municipalitat, inquilí parcial, ha transformat la gran sala de baix en estable per als cavalls i els gendarmes. Una altra part aquesta assignada a l'audiència del Jutjat de Pau i a la presó cantonal. Els veïns fan servir al seu aire coves i dependències. El parc està dividit en seixanta parcel·les dedicades a les vinyes i als fruiters. | » |
| — Association des Amis du Vieux Langeais, " les Faiences de Langeais" (Tours, éditions de "La Nouvelle République du Centre- Ouest", 1992, pp. 9 y 10) | |   |

Els especuladors evocats per l'alcalde l'any 1838 són els marxants de béns tristament coneguts amb el nom de la "Banda negra", autors de la demolició gairebé completa i de la venda com a material de construcció dels castells pontevins de Richelieu i de Bonnivet (alguns elements han estat conservats en els museus d'Orleans, Poitiers i Tours).
| « | M. Baron ha fet restaurar aquesta antiga residència senyorial amb una entesa perfecta entre l'arquitectura i una imponent simplicitat (...) no es va acontentar amb restaurar amb un gust veritablement artístic (...) Emulant al bon Du Sommerard, ha construït una espècie de museu | » |
| — (G. Touchard-Lafosse, "La Touraine historique, pittoresque et biographique", Tours, Lescene,1856, p.313) | |   |

Després de la mort de la filla de Baron, el castell va ser adquirit el 28 de juliol de 1886 pel banquer i home de negocis Jacques Siegfried, que ho va restaurar durant 20 anys i va tornar a moblar abans de donar-ho a l'Institut de França.

## Distincions
Forma part del conjunt de castells del Loira que van ser declarats Patrimoni de la Humanitat per la Unesco l'any 2000.